# South Cerney Castle
South Cerney Castle är ett slott i Storbritannien.   Det ligger i grevskapet Gloucestershire och riksdelen England, i den södra delen av landet, 130 km väster om huvudstaden London. South Cerney Castle ligger 96 meter över havet.
Terrängen runt South Cerney Castle är platt. Runt South Cerney Castle är det ganska tätbefolkat, med 160 invånare per kvadratkilometer. Närmaste större samhälle är Swindon, 16,9 km sydost om South Cerney Castle. Trakten runt South Cerney Castle består till största delen av jordbruksmark.